# Голос Республики
«Голос республики» — официальное государственное периодическое издание Донецкой народной республики. Выходит еженедельно с конца сентября 2015 года. Главный редактор 
Дмитрий Гуц.

## История
Министерство информации ДНР выдало газете свидетельство о регистрации 29 сентября 2015 года.
Газета принадлежит государственному предприятию ДНР «Республиканский медиа холдинг».
Двое сотрудников редакции газеты были награждены грамотами Главы Донецкой Народной Республики.

## Содержание
Газета содержит официальную информацию государственных структур и открытые конкурсы на проведение государственных закупок. В газете размещаются материалы о спортивной жизни, о спортивных развлечениях, досуге, об активном спорте и отдыхе.

## Оценки и анализ
Донецкий исследователь С. А. Могила по результатам лексического анализа материалов газеты написал, что тематическое и стилистическое своеобразие издания «Голос Республики» заключается в разнообразии применяемой терминологии, ориентированной, «с одной стороны, на освещение общественно-значимых тем, напрямую связанных с основными сферами деятельности ДНР, а с другой стороны – на формирование понятных большинству аудитории сообщений». Автор пишет, что в силу промышленной направленности донецкого региона, часть научно-технической лексики газеты относится к специфическим сферам, употребляемым в регионе.